# Pequeño dodecicosacrono
En geometría, el pequeño dodecicosacrono (o pequeño trisicosaedro díptero) es el dual del pequeño dodecicosaedro (U50). Es visualmente idéntico al pequeño hexecontaedro dodecacrónico ditrigonal. Posee 60 caras en forma de antiparalelogramo que se cruzan entre sí.

## Proporciones

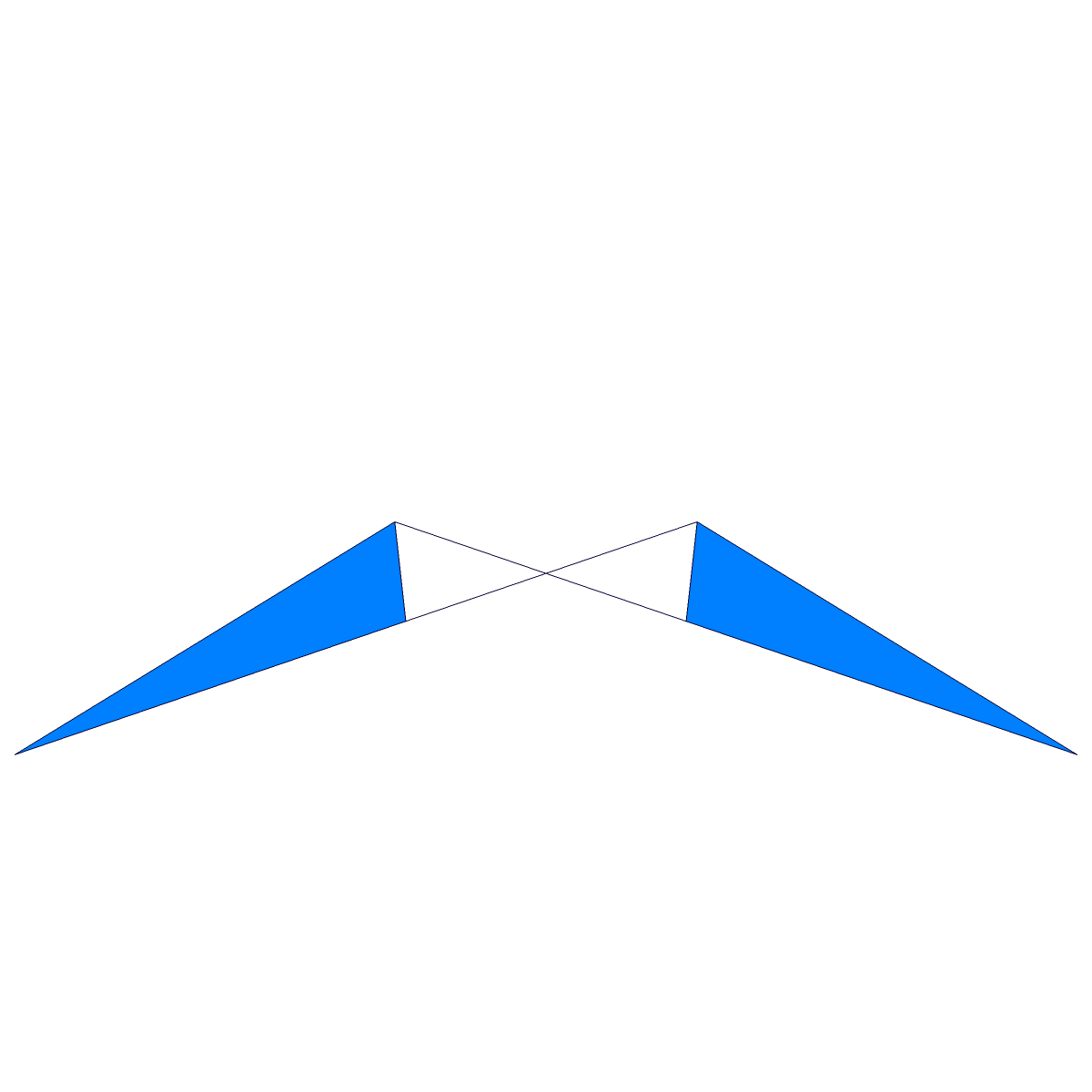
Forma de las caras

Cada cara tiene dos ángulos de {\displaystyle \arccos({\frac {5}{12}}+{\frac {1}{4}}{\sqrt {5}})\approx 12.661\,078\,804\,43^{\circ }} y dos ángulos de {\displaystyle \arccos(-{\frac {3}{4}}+{\frac {1}{20}}{\sqrt {5}})\approx 129.657\,475\,656\,13^{\circ }}. Las diagonales de cada antiparalelogramo se cortan en un ángulo de {\displaystyle \arccos({\frac {1}{12}}+{\frac {19}{60}}{\sqrt {5}})\approx 37.681\,445\,539\,45^{\circ }}. Su ángulo diedro es igual a {\displaystyle \arccos({\frac {-44-3{\sqrt {5}}}{61}})\approx 146.230\,659\,755\,53^{\circ }}. La relación entre las longitudes de los bordes largos y los cortos es igual a {\displaystyle {\frac {1}{2}}+{\frac {1}{2}}{\sqrt {5}}}, que es el número áureo. Parte de cada cara se encuentra dentro de la figura, por lo que no es completamente visible en los modelos sólidos.